# Curionópolis
Curionópolis is een gemeente in de Braziliaanse deelstaat Pará. De gemeente telt 17.944 inwoners (schatting 2009).
De gemeente grenst aan Eldorado dos Carajás, Parauapebas, Marabá en Xinguara.

## Galerij

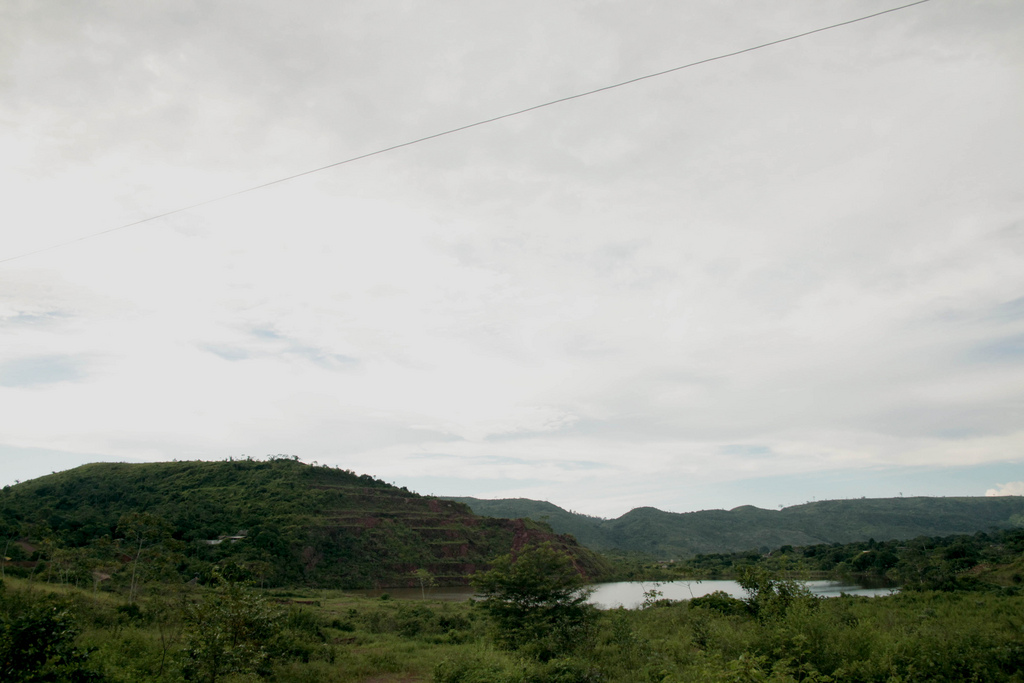
Serra Pelada
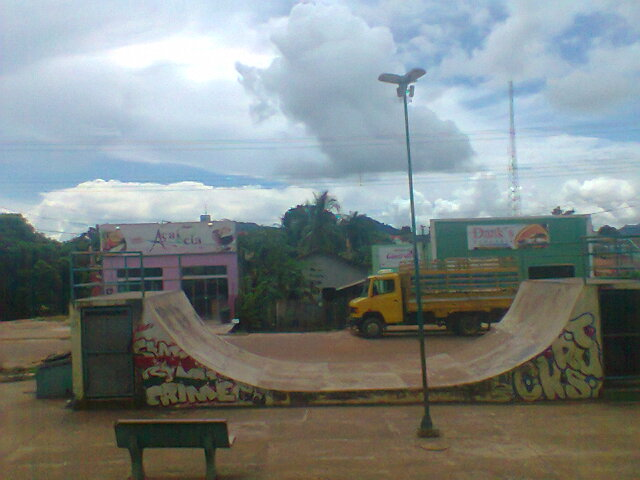
Skatebaan in Curionópolis